# AMD FirePro
AMD FirePro — це бренд відеокарт AMD, розроблений для використання на робочих станціях і серверах, на яких працюють професійне автоматизоване проектування (САП), комп’ютерні зображення (CGI), створення цифрового контенту (DCC) і програми високопродуктивних обчислень/GPGPU. Чіпи графічного процесора на відеокартах FirePro ідентичні тим, які використовуються на відеокартах під брендом Radeon. Кінцеві продукти (тобто відеокарта) суттєво відрізняються наданими драйверами графічних пристроїв та наявною підтримкою професійного програмного забезпечення. Лінійка продуктів поділена на дві категорії: серія робочих станцій «W», зосереджена на робочих станціях і в першу чергу зосереджена на графіці та дисплеї, і серія серверів «S», зосереджена на віртуалізації та GPGPU/високопродуктивних обчисленнях.
Випуск Radeon Pro Duo у квітні 2016 року та анонс серії Radeon Pro WX у липні 2016 року ознаменували наступність Radeon Pro як рішення для професійної відеокарти для робочих станцій AMD. Radeon Instinct – це поточний бренд для серверів.
Серед конкурентів були серії продуктів під брендом Nvidia Quadro, певною мірою, серія продуктів Nvidia Tesla і продукти під брендом Intel Xeon Phi.

## Історія
Лінія FireGL спочатку була розроблена німецькою компанією Spea Software AG, поки її не придбала Diamond Multimedia в листопаді 1995 року. Перша плата FireGL використовувала процесор 3Dlabs GLINT 3D.
Застарілі фірмові назви ATI FireGL, ATI FirePro 3D та AMD FireStream.
У липні 2016 року AMD оголосила, що замінить бренд FirePro на Radeon Pro для робочих станцій. Новим брендом для серверів є Radeon Instinct.

## Особливості

### Підтримка кількох моніторів
AMD Eyefinity може підтримувати налаштування кількох моніторів. Одна відеокарта може підтримувати максимум шість моніторів; підтримуване число залежить від окремого продукту та кількості дисплеїв з роз'ємом DisplayPort. Драйвер пристрою надає конфігурацію для різноманітних груп дисплеїв.

### Відмінності від лінійки Radeon

Драйвери режиму користувача, а також драйвери режиму ядра для продуктів AMD FirePro мають додаткові функції, а також (не зображені тут) додаткові інтерфейси.

Відеокарти FireGL призначені для використання з програмами створення мультимедійного контенту, такими як Autodesk 3ds Max, програмним забезпеченням для машинобудування (наприклад, Solidworks) і програмами для будівництва. Аналоги карт FireGL з сімейства Radeon призначені для комп’ютерних ігор. Драйвери для карт FireGL були оптимізовані для точності зображення на рівні окремих пікселів, оснащення їх функціями, характерними для програм САПР, такими як технологія AutoDetection, яка дозволяє встановлювати внутрішні параметри драйвера, для досягнення максимальної продуктивності для конкретних програм, визначених у списку. Однак через те, що драйвери FireGL базуються на драйверах Catalyst для лінійки Radeon, це дозволяє використовувати карти FireGL також для ігор, враховуючи можливу несумісність із новішими іграми, через старі драйвера; карти FireGL теоретично передають більше даних, ніж їхні колеги Radeon.
Починаючи з моделей 2007 року, найпродуктивніші карти FireGL, розроблені на чіпі R600, офіційно представили можливість потокової передачі, яка була відсутня в картах серії Radeon (хоча це можливо зробити з боку апаратного забезпечення) аж до серії HD 4000, де пропонується бета-версія OpenCL 1.0, і серії HD 5000 і пізніших, де пропонується повна підтримка OpenCL 1.1.

### Heterogeneous System Architecture
HSA призначений для полегшення програмування для потокової обробки та/або GPGPU в поєднанні з процесором та  і ЦОС. Усі моделі, що реалізують мікроархітектуру Graphics Core Next, підтримують апаратні функції, визначені HSA Foundation, а AMD надала відповідне програмне забезпечення.

### FirePro DirectGMA

AMD DirectGMA — це функція, яка використовується з продуктами AMD FirePro.

- GPUOpen[5]

### Софт-моди
Через схожість між картами FireGL і Radeon деякі користувачі модифікують свої карти Radeon за допомогою стороннього програмного забезпечення або автоматизованих скриптів із модифікованим патчем драйвера FireGL, щоб забезпечити можливості FireGL для свого апаратного забезпечення, фактично отримуючи дешевші, еквівалентні карти FireGL, часто з кращими можливостями OpenGL, але зазвичай половину обсягу відеопам’яті. Деякі варіанти також можна модифікувати на потоковий процесор FireStream.
Тенденція soft-mods була продовжена з картами FireGL серії 2007 року, а саме:
| Radeon                                                                                                | Графічний чип | Відповідний софт-мод FireGL     |
| --- | ------------- | ------------------------------- |
| Radeon HD 2900 XT (1 ГіБ GDDR4 версія)                                                                | R600 XT       | FireGL V8600                    |
| Radeon HD 2900 GT                                                                                     | R600 GT       | FireGL V7600                    |
| Radeon HD 2600 XT (512 МБ GDDR4 версія)                                                               | RV630 XT      | FireGL V5600                    |
| Radeon HD 2600 Pro                                                                                    | RV630 Pro     | FireGL V3600                    |
| Radeon HD 3850/3870                                                                                   | RV670         | FireGL V77001 / FireStream 9170 |
| Radeon HD 4870                                                                                        | RV770         | FirePro V8700                   |
| *1 Продукти Radeon HD 3850/3870 не мають виходу DisplayPort, представленого на продукті FireGL V7700. |               |                                 |

## Модельний ряд

### Версії для робочих станцій

#### FireGL не відATI
| Рік  | Виробник | Модель          | Чипсет                                  | Пам'ять (ОЗП)               | Тип шини   |
| ---- | -------- | --------------- | --------------------------------------- | --------------------------- | ---------- |
| 1995 | SPEA     | FireGL          | 3Dlabs GLINT 300SX + S3 86C968/86c868   | 8 MB VRAM + 8-12 МБ DRAM    |            |
|      | Diamond  | FireGL 1000     | 3DLabs Permedia + GLint Delta           | 4/8 МБ                      |            |
|      | Diamond  | FireGL 1000 Pro | 3DLabs Permedia 2                       | 4/8 МБ                      |            |
|      | Diamond  | FireGL 2000     | 3Dlabs GLINT 300SX + S3 86C968/86c868   | 8 MB VRAM + 8-12 МБ DRAM    |            |
|      | Diamond  | FireGL 3000     | 3Dlabs Glint 500TX + Glint Delta        | 8 МБ VRAM+ 8/16/32 МБ       |            |
|      | Diamond  | FireGL 4000     | Mitsubishi 3Dpro/2MP                    | 15 МБ 3D RAM/ 4-16 МБ CDRAM |            |
|      | Diamond  | FireGL 5000     | Mitsubishi iMPAC-GE                     |                             |            |
|      | Diamond  | FireGL 1        | IBM Oasis Rasterizer (100 МГц)          | 32 МБ SGR (100 МГц)         | AGP 2x     |
|      | Diamond  | FireGL 2        | IBM RC1000 (120 МГц) + GT1000 (190 МГц) | 64 МБ DDR (120 МГц)         | AGP 4x     |
|      | Diamond  | FireGL 3        | IBM RC1000 (120 МГц) + GT1000 (190 МГц) | 128 МБ DDR (120 МГц)        | AGP 4x Pro |
|      | Diamond  | FireGL 4        | IBM RC1000 (150 МГц) + GT1000 (205 МГц) | 128 МБ DDR (150 МГц)        | AGP 4x Pro |

#### FireGl
| Модель         | Дата виходу       | Архітектура  | Ядро                  | Техпроцес | Шина вводу/виводу | Частота (МГц) | Частота (МГц) | Конфігурація       | Швидкість заповнення | Швидкість заповнення | Пам'ять    | Пам'ять                    | Пам'ять | Пам'ять           | GFLOPS   | Відповідність API | Відповідність API | Нотатки                                                                                |
| Модель         | Дата виходу       | Архітектура  | Ядро                  | Техпроцес | Шина вводу/виводу | Ядра          | Пам'яті       | Конфігурація       | ГП/с                 | ГТ/с                 | Об'єм (МБ) | Пропускна здатність (Гб/с) | Тип     | Ширина шини (біт) | Одинарна | Direct3D          | OpenGL            | Нотатки                                                                                |
| -------------- | ----------------- | ------------ | --------------------- | --------- | ----------------- | ------------- | ------------- | ------------------ | -------------------- | -------------------- | ---------- | -------------------------- | ------- | ----------------- | -------- | ----------------- | ----------------- | -------------------------------------------------------------------------------------- |
| FireGL 8700    | 2001              | R200         | Radeon 8500           | 150       | AGP               | 250           | 270           | 2:4:8:41           | 1                    | 2                    | 64         | 8.64                       | DDR     | 64 × 2            | Невідомо | 8.1               | 1.4               |                                                                                        |
| FireGL 8800    | 2001              | R200         | Radeon 8500           | 150       | AGP               | 300           | 290           | 2:4:8:41           | 1.2                  | 2.4                  | 128        | 9.28                       | DDR     | 64 × 2            | Невідомо | 8.1               | 1.4               |                                                                                        |
| FireGL T2-64   | 2003              | R300         | Radeon 9600 Pro       | 130       | AGP               | 325           | 200           | 2:4:4:41           | 1.3                  | 1.3                  | 64         | 6.4                        | DDR     | 128               | Невідомо | 9.0               | 2.0               |                                                                                        |
| FireGL T2-128  | 2003              | R300         | Radeon 9600 Pro       | 130       | AGP               | 400           | 320           | 2:4:4:41           | 1.6                  | 1.6                  | 128        | 10.2                       | DDR     | 128               | Невідомо | 9.0               | 2.0               |                                                                                        |
| FireGL Z1-128  | 2002              | R300         | Radeon 9500 Pro       | 150       | AGP               | 325           | 310           | 4:4:4:41           | 1.3                  | 1.3                  | 128        | 19.8                       | DDR     | 256               | Невідомо | 9.0               | 2.0               |                                                                                        |
| FireGL X1-128  | 2002              | R300         | Radeon 9700           | 150       | AGP               | 325           | 310           | 4:8:8:81           | 2.6                  | 2.6                  | 128        | 19.84                      | DDR     | 256               | Невідомо | 9.0               | 2.0               |                                                                                        |
| FireGL X1-256  | 2002              | R300         | Radeon 9700 Pro       | 150       | AGP Pro           | 325           | 310           | 4:8:8:81           | 2.6                  | 2.6                  | 256        | 19.84                      | DDR     | 256               | Невідомо | 9.0               | 2.0               |                                                                                        |
| FireGL X2-256  | 2003              | R300         | Radeon 9800 Pro       | 150       | AGP               | 380           | 350           | 4:8:8:81           | 3.04                 | 3.04                 | 256        | 22.4                       | DDR2    | 256               | Невідомо | 9.0               | 2.0               |                                                                                        |
| FireGL X2-256T | 2003              | R300         | Radeon 9800 XT        | 150       | AGP               | 412           | 344           | 4:8:8:81           | 3.3                  | 3.3                  | 256        | 22.0                       | DDR2    | 256               | Невідомо | 9.0               | 2.0               |                                                                                        |
| FireGL X3-256  | 2004              | R300         | Radeon X800 XT        | 130       | AGP               | 450           | 450           | 6:12:12:121        | 5.4                  | 5.4                  | 256        | 28.8                       | GDDR3   | 256               | Невідомо | 9.0b              | 2.0               |                                                                                        |
| FireGL V3100   | 2005              | R300         | Radeon X300 XT        | 110       | PCIe x16          | 400           | 200           | 2:4:4:41           | 1.6                  | 1.6                  | 128        | 6.4                        | DDR     | 128               | Невідомо | 9.0               | 2.0               |                                                                                        |
| FireGL V3200   | 2005              | R300         | Radeon X600 XT        | 130       | PCIe x16          | 500           | 400           | 2:4:4:41           | 2                    | 2                    | 128        | 12.8                       | DDR2    | 128               | Невідомо | 9.0b              | 2.0               |                                                                                        |
| FireGL V3300   | 2006              | R500         | Radeon 1300 Pro       | 90        | PCIe x16          | 600           | 400           | 2:4:4:41           | 2.4                  | 2.4                  | 128        | 6.4                        | GDDR2   | 64                | Невідомо | 9.0c              | 2.0               |                                                                                        |
| FireGL V3350   | 2006              | R500         | Radeon 1300 Pro       | 90        | PCIe x16          | 600           | 400           | 2:4:4:41           | 2.4                  | 2.4                  | 256        | 6.4                        | GDDR2   | 64                | Невідомо | 9.0c              | 2.0               |                                                                                        |
| FireGL V3400   | 2006              | R500         | Radeon 1600 Pro/XT    | 90        | PCIe x16          | 500           | 500           | 5:12:4:41          | 2                    | 2                    | 128        | 16                         | GDDR3   | 128               | Невідомо | 9.0c              | 2.0               |                                                                                        |
| FireGL V3600   | 2007              | Tera-Scale 1 | RV630 GL, HD 2600 Pro | 65        | PCIe x16          | 600           | 500           | 1202(24×5):8:4:3   | 2.4                  | 4.8                  | 256        | 16.0                       | GDDR3   | 128               | 144      | 10                | 3.3               | Shader Model 4.0, APP Stream                                                           |
| FireGL V5000   | 2005              | R400         | Radeon X700 Pro/XT    | 130       | PCIe x16          | 425           | 430           | 6:8:8:81           | 3.4                  | 3.4                  | 128        | 13.6                       | GDDR3   | 128               | Невідомо | 9.0b              | 2.0               |                                                                                        |
| FireGL V5100   | 2005              | R400         | Radeon X800 Pro       | 130       | PCIe x16          | 450           | 350           | 6:12:12:121        | 5.4                  | 5.4                  | 128        | 22.4                       | DDR     | 256               | Невідомо | 9.0b              | 2.0               |                                                                                        |
| FireGL V5200   | 2005              | R500         | Radeon X1600 XT       | 90        | PCIe x16          | 600           | 700           | 5:12:4:41          | 2.4                  | 2.4                  | 256        | 22.4                       | GDDR3   | 128               | Невідомо | 9.0c              | 2.0               |                                                                                        |
| FireGL V5600   | 2007              | Tera-Scale 1 | R630 GL, HD 2600 XT   | 65        | PCIe              | 800           | 1100          | 1202(24×5):8:4:3   | 3.2                  | 6.4                  | 512        | 35.2                       | GDDR4   | 128               | 192      | 10                | 3.3               | Shader Model 4.0, APP Stream                                                           |
| FireGL V7100   | 2005              | R400         | Radeon X800 XT        | 130       | PCIe              | 500           | 450           | 6:16:16:161        | 8                    | 8                    | 256        | 28.8                       | GDDR3   | 256               | Невідомо | 9.0c              | 2.0               |                                                                                        |
| FireGL V7200   | 2006              | R500         | Radeon X1800 XT       | 90        | PCIe x16          | 600           | 650           | 8:16:16:161        | 9.6                  | 9.6                  | 256        | 41.6                       | GDDR3   | 256               | Невідомо | 9.0c              | 2.0               |                                                                                        |
| FireGL V7300   | 2006              | R500         | R520 GL, X1800 XT     | 90        | PCIe              | 600           | 650           | 8:16:16:161        | 9.6                  | 9.6                  | 512        | 41.6                       | GDDR3   | 256               | Невідомо | 9.0c              | 2.0               |                                                                                        |
| FireGL V7350   | 2006              | R500         | R520 GL, X1800 XT     | 90        | PCIe              | 600           | 650           | 8:16:16:161        | 9.6                  | 9.6                  | 1024       | 41.6                       | GDDR3   | 256               | Невідомо | 9.0c              | 2.0               |                                                                                        |
| FireGL V7400   | 2006 (Скасований) | R500         | Radeon X1950 Pro      | 80        | PCIe              | 550?          | 650?          | 8:36:16:161        | 19.8?                | 19.8?                | 512?       | 41.6?                      | GDDR3   | 256               | Невідомо | 9.0c              | 2.0               | ніколи не випускався, замінений серією 2007 року                                       |
| FireGL V7600   | 2007              | TeraScale 1  | R600 GL, HD 2900 GT   | 80        | PCIe              | 600           | 800           | 2402(48×5):12:12:3 | 9.6                  | 9.6                  | 512        | 51.2                       | GDDR3   | 256               | 288      | 10                | 3.3               | Shader Model 4.0, APP Stream                                                           |
| FireGL V7700   | 2007 (2008)       | TeraScale 1  | R670 GL, HD 3870      | 55        | PCIe 2.0          | 775           | 1125          | 3202(64×5):16:16:4 | 12.4                 | 12.4                 | 512        | 72                         | GDDR4   | 256               | 496      | 10.1 (SM4.1)      | 3.3               | DisplayPort може виконувати обчислення подвійної точності за допомогою AMD Stream SDK. |
| FireGL V8600   | 2007              | TeraScale 1  | R600 GL, HD 2900 XT   | 80        | PCIe              | 688           | 868           | 3202(64×5):16:16:4 | 11.008               | 11.008               | 1024       | 111.1                      | GDDR4   | 512               | 440.32   | 10                | 3.3               | Shader Model 4.0, APP Stream                                                           |
| FireGL V8650   | 2007              | TeraScale 1  | R600 GL, HD 2900 XT   | 80        | PCIe              | 688           | 868           | 3202(64×5):16:16:4 | 11.008               | 11.008               | 2048       | 111.1                      | GDDR4   | 512               | 440.32   | 10                | 3.3               | Shader Model 4.0, APP Stream                                                           |

1 Вершинні шейдери : Фрагментні (піксельні) шейдери : Текстурні блоки : Блоки растеризації

2 Уніфіковані шейдери : Текстурні блоки : Блоки растеризації : Обчислювальні одиниці

#### FireMV (Multi-View)
| Модель            | Дата виходу | Ядро     | Шина вводу/виводу    | Частота (МГц) | Частота (МГц) | Конфігурація | Швидкість заповнення | Пам'ять    | Пам'ять                    | Пам'ять | Пам'ять           | Відповідність API | Відповідність API | TDP / спокою (Вт) | Нотатки                                  |
| Модель            | Дата виходу | Ядро     | Шина вводу/виводу    | Ядра          | Пам'яті       | Конфігурація | Швидкість заповнення | Об'єм (МБ) | Пропускна здатність (Гб/с) | Тип     | Ширина шини (біт) | Direct3D          | OpenGL            | TDP / спокою (Вт) | Нотатки                                  |
| ----------------- | ----------- | -------- | -------------------- | ------------- | ------------- | ------------ | -------------------- | ---------- | -------------------------- | ------- | ----------------- | ----------------- | ----------------- | ----------------- | ---------------------------------------- |
| FireMV 2200 PCI.  | Січень 2006 | RV280 GL | PCI                  | 240           | 200           | 1:4:4:4      | 0.96                 | 64         | 3.2                        | DDR     | 64                | 8.1               | 1.4               | 15                | DMS-59 для двох виходів DVI-D            |
| FireMV 2200 PCIe. | Січень 2006 | RV370    | PCIe x16             | 324           | 196           | 2:4:4:4      | 1.296                | 128        | 3.2                        | DDR     | 64                | 9.0               | 2.1               | 15                | DMS-59 для двох виходів DVI-D            |
| FireMV 2260       | Січень 2008 | RV620    | PCIe 2.0 x1/x16, PCI | 600           | 500           | 40(8×5):4:4  | 2.4                  | 256        | 32                         | DDR2    | 256               | 10.1              | 3.3               | 15/8              | Два DisplayPort (з адаптерами: DVI-D)    |
| FireMV 2400 PCI.  | Січень 2008 | RV380 x2 | PCI                  | 500           | 500           | 2:4:4:4      | 2.0                  | 128        | 16                         | DDR     | 128               | 9.0b              | 2.1               | 20                | 2x VHDCI для чотирьох виходів DVI-D, VGA |
| FireMV 2400 PCIe. | Січень 2008 | RV380 x2 | PCIe x1              | 500           | 500           | 2:4:4:4      | 2.0                  | 256        | 16                         | DDR3    | 128               | 9.0b              | 2.1               | 20                | 2x VHDCI для чотирьох виходів DVI-D, VGA |

1 Вершинні шейдери : Фрагментні (піксельні) шейдери : Текстурні блоки : Блоки растеризації

2 Уніфіковані шейдери : Текстурні блоки : Блоки растеризації : Обчислювальні одиниці

#### FirePro (Multi-View)
| Модель                   | Дата виходу | Ядро                           | Техпроцес | Транзистори (млн) | Площа ядра (мм2) | Шина вводу/виводу | Частота (МГц) | Частота (МГц) | Конфігурація1    | Швидкість заповнення | Швидкість заповнення | Пам'ять    | Пам'ять                    | Пам'ять | Пам'ять           | Відповідність API | Відповідність API | TDP / спокою (Вт) | Нотатки                                                                   |
| Модель                   | Дата виходу | Ядро                           | Техпроцес | Транзистори (млн) | Площа ядра (мм2) | Шина вводу/виводу | Ядра          | Пам'яті       | Конфігурація1    | ГП/с                 | ГТ/с                 | Об'єм (МБ) | Пропускна здатність (Гб/с) | Тип     | Ширина шини (біт) | Direct3D          | OpenGL (OpenCL)   | TDP / спокою (Вт) | Нотатки                                                                   |
| ------------------------ | ----------- | ------------------------------ | --------- | ----------------- | ---------------- | ----------------- | ------------- | ------------- | ---------------- | -------------------- | -------------------- | ---------- | -------------------------- | ------- | ----------------- | ----------------- | ----------------- | ----------------- | ------------------------------------------------------------------------- |
| FirePro 2250             | 2007-01-01  | RV516                          | 80        | 107               | 100              | PCIe x1/x16       | 600           | 500           | 2:4:4:4          | 2.4                  | 0.3                  | 256        | 32                         | DDR2    | 256               | 9.0c              | 2.1 (ні)          | 20/11             | DMS-59 для двох виходів DVI-D                                             |
| FirePro 2270             | 2011-01-31  | Cedar GL (RV810)               | 40        | 292               | 59               | PCIe 2.1 x1/x16   | 600           | 600           | 80(16×5):8:4:1   | 2.4                  | 4.8                  | 512 1024   | 9.6                        | GDDR3   | 64                | 11.0              | 4.3 (1.2)         | 15/8 17/8         | DMS-59 для двох виходів: DP або DVI-I або D-sub                           |
| FirePro 2450 Multi-View  | 2009-01-01  | 2x RV620 (TeraScale 1)         | 55        | 2x 181            | 2x 61            | PCIe 2.0 x1/x16   | 600           | 600           | 2x 40(8×5):4:4:1 | 2.4                  | 4.8                  | 512        | 38.4                       | GDDR3   | 256               | 10.1              | 3.3 (APP)         | 36/18             | 2x VHDCI для чотирьох виходів: DVI-I або D-sub                            |
| FirePro 2460 Multi-View, | 2010-04-01  | Cedar GL (RV810) (Tera-scale2) | 40        | 292               | 59               | PCIe 2.1 x16      | 500           | 500           | 80(16×5):8:4:1   | 2.0                  | 4.0                  | 512        | 32                         | GDDR5   | 64                | 11.0              | 4.3 (1.2)         | 17/13             | 4x Mini DP для чотирьох виходів: DP або DVI-D, UVD2, PowerPlay, Eyefinity |

#### FirePro 3D (V000)
| Модель (кодове ім'я)                       | Дата виходу     | Архітектура | Техпроцес | Транзистори і площа ядра | Шина вводу/виводу | Частота (МГц) | Частота (МГц) | Конфігурація1        | Швидкість заповнення | Швидкість заповнення | Пам'ять    | Пам'ять                    | Пам'ять | Пам'ять           | GFLOPS   | GFLOPS   | Відповідність API | Відповідність API | Відповідність API | TDP (Вт) | Нотатки                    |
| Модель (кодове ім'я)                       | Дата виходу     | Архітектура | Техпроцес | Транзистори і площа ядра | Шина вводу/виводу | Ядра          | Пам'яті       | Конфігурація1        | ГП/с                 | ГТ/с                 | Об'єм (МБ) | Пропускна здатність (Гб/с) | Тип     | Ширина шини (біт) | Одинарна | Подвійна | Direct3D          | OpenGL            | OpenCL            | TDP (Вт) | Нотатки                    |
| ------------------------------------------ | --------------- | ----------- | --------- | ------------------------ | ----------------- | ------------- | ------------- | -------------------- | -------------------- | -------------------- | ---------- | -------------------------- | ------- | ----------------- | -------- | -------- | ----------------- | ----------------- | ----------------- | -------- | -------------------------- |
| FirePro 3D V3700 (RV620 PRO)               | 8 серпня 2008   | Terascale 1 | 55        | 181 x 67 мм2             | PCIe 2.0 x16      | 800           | 950           | 40(8×5):4:4:2        | 3.2                  | 3.2                  | 256        | 15.2                       | GDDR3   | 64                | 64       | -        | 10.1              | 3.3 SM4.1         | APP Stream тільки | 32       | UVD+, PowerPlay            |
| FirePro 3D V3750 (RV730 PRO)               | 11 вересня 2008 | Terascale 1 | 55        | 514 x 146 мм2            | PCIe 2.0 x16      | 550           | 750           | 320(64×5):32:8:4     | 4.4                  | 17.6                 | 256        | 24                         | GDDR3   | 128               | 352      | -        | 10.1              | 3.3               | 1.0               | 48       | UVD2, PowerPlay            |
| FirePro 3D V3800 (Redwood Pro GL (RV830)), | 26 квітня 2010  | TeraScale 2 | 40        | 627 x 104 мм2            | PCIe 2.1 x16      | 650           | 900           | 400(80×5):20:8:5     | 5.2                  | 13                   | 512        | 14.4                       | GDDR3   | 64                | 520      | ?        | 11.0              | 4.3 SM5.0         | 1.2               | 43       | UVD2, PowerPlay, Eyefinity |
| FirePro 3D V4800 (Redwood XT GL (RV830)),  | 26 квітня 2010  | TeraScale 2 | 40        | 672 x 104 мм2            | PCIe 2.1 x16      | 775           | 9002          | 400(80×5):20:8:5     | 6.2                  | 15.5                 | 1024       | 57.6                       | GDDR52  | 128               | 620      | ?        | 11.0              | 4.3               | 1.2               | 69       | UVD2, PowerPlay, Eyefinity |
| FirePro 3D V5700 (RV730 XT)                | 8 серпня 2008   | TeraScale 1 | 55        | 514 x 146 мм2            | PCIe 2.0 x16      | 700           | 900           | 320(64×5):32:8:4     | 5.6                  | 22.4                 | 512        | 28.8                       | GDDR3   | 128               | 448      | -        | 10.1              | 3.3               | 1.0               | 58       | UVD2, PowerPlay            |
| FirePro 3D V5800 (Juniper XT GL (RV840)),  | 26 квітня 2010  | TeraScale 2 | 40        | 1040 x 166 мм2           | PCIe 2.1 x16      | 700           | 10002         | 800(160×5):40:16:10  | 11.2                 | 28                   | 1024       | 64                         | GDDR52  | 128               | 1120     | ?        | 11.0              | 4.3               | 1.2               | 74       | UVD2, PowerPlay, Eyefinity |
| FirePro 3D V7750 (RV730 XTX)               | 27 березня 2009 | TeraScale 1 | 55        | 514 x 146 мм2            | PCIe 2.0 x16      | 800           | 900           | 320(64×5):32:8:4     | 6.4                  | 25.6                 | 1024       | 28.8                       | GDDR3   | 128               | 512      | -        | 10.1              | 3.3               | 1.0               | 76       | UVD2, PowerPlay            |
| FirePro 3D V7800 (Cypress Pro GL (RV870)), | 26 квітня 2010  | TeraScale 2 | 40        | 2154 х 334 мм2           | PCIe 2.1 x16      | 700           | 10002         | 1440(288×5):72:32:18 | 22.4                 | 50.4                 | 2048       | 128                        | GDDR52  | 256               | 2016     | 403.2    | 11.0              | 4.3               | 1.2               | 138      | UVD2, PowerPlay, Eyefinity |
| FirePro 3D V8700 (RV770 XT)                | 11 вересня 2008 | TeraScale 1 | 55        | 956 x 256 мм2            | PCIe 2.1 x16      | 750           | 8502          | 800(160×5):40:16:10  | 12                   | 30                   | 1024       | 108.8                      | GDDR52  | 256               | 1200     | 240      | 10.1              | 3.3               | 1.0               | 151      | UVD2, PowerPlay            |
| FirePro 3D V8750 (RV770 XT)                | 28 липня 2009   | TeraScale 1 | 55        | 956 x 256 мм2            | PCIe 2.1 x16      | 750           | 9002          | 800(160×5):40:16:10  | 12                   | 30                   | 2048       | 115.2                      | GDDR52  | 256               | 1200     | 240      | 10.1              | 3.3               | 1.0               | 154      | UVD2, PowerPlay            |
| FirePro 3D V8800 (Cypress XT GL (RV870))   | 7 квітня 2010   | TeraScale 2 | 40        | 2154 x 334 мм2           | PCIe 2.1 x16      | 825           | 11502         | 1600(320×5):80:32:20 | 26.4                 | 66                   | 2048       | 147.2                      | GDDR52  | 256               | 2640     | 528      | 11.0              | 4.3               | 1.2               | 208      | UVD2, PowerPlay, Eyefinity |
| FirePro 3D V9800 (Cypress XT GL (RV870))   | 9 вересня 2010  | TeraScale 2 | 40        | 2154 x 334 мм2           | PCIe 2.1 x16      | 850           | 11502         | 1600(320×5):80:32:20 | 27.2                 | 68                   | 4096       | 147.2                      | GDDR52  | 256               | 2720     | 544      | 11.0              | 4.3               | 1.2               | 225      | UVD2, PowerPlay, Eyefinity |

1 Уніфіковані шейдери : Текстурні блоки : Блоки растеризації : Обчислювальні одиниці

2 Ефективна швидкість передачі даних GDDR5 вчетверо перевищує номінальну частоту, а не вдвічі, як це було з іншою пам'яттю DDR

3  Windows 7, 8.1, 10 підтримують карти FirePro від Terascale 2 і пізніх драйвером firepro 15.301.2601

#### FirePro (Vx900)
| Модель (кодове ім'я)          | Дата виходу      | Архітектура | Техпроцес | Шина вводу/виводу | Частота (МГц) | Частота (МГц) | Конфігурація1        | Швидкість заповнення | Швидкість заповнення | Пам'ять    | Пам'ять                    | Пам'ять | Пам'ять           | GFLOPS   | GFLOPS   | Відповідність API | Відповідність API | Відповідність API | TDP (Вт)  | Нотатки                                  |
| Модель (кодове ім'я)          | Дата виходу      | Архітектура | Техпроцес | Шина вводу/виводу | Ядра          | Пам'яті       | Конфігурація1        | ГП/с                 | ГТ/с                 | Об'єм (МБ) | Пропускна здатність (Гб/с) | Тип     | Ширина шини (біт) | Одинарна | Подвійна | Direct3D          | OpenGL            | OpenCL            | TDP (Вт)  | Нотатки                                  |
| ----------------------------- | ---------------- | ----------- | --------- | ----------------- | ------------- | ------------- | -------------------- | -------------------- | -------------------- | ---------- | -------------------------- | ------- | ----------------- | -------- | -------- | ----------------- | ----------------- | ----------------- | --------- | ---------------------------------------- |
| FirePro V3900 (Turks GL)      | 7 лютого 2012    | TeraScale 2 | 40        | PCIe 2.1 x16      | 650           | 900           | 480(96×5):24:8:6     | 5.2                  | 15.6                 | 1          | 28.8                       | GDDR3   | 128               | 624      | -        | 11.0              | 4.3               | 1.2               | 50        | HD3D, UVD3, DP 1.2, PowerPlay, Eyefinity |
| FirePro V4900 (Turks XT GL)   | 1 листопада 2011 | TeraScale 2 | 40        | PCIe 2.1 x16      | 800           | 1000          | 480(96×5):24:8:6     | 6.4                  | 19.2                 | 1          | 64                         | GDDR52  | 128               | 768      | -        | 11.0              | 4.3               | 1.2               | <75 Макс  | HD3D, UVD3, DP 1.2, PowerPlay, Eyefinity |
| FirePro V5900 (Cayman LE GL)  | 24 травня 2011   | TeraScale 3 | 40        | PCIe 2.1 x16      | 600           | 5002          | 512(128×4):32:32:8   | 19.2                 | 19.2                 | 2          | 64                         | GDDR52  | 256               | 610      | 154      | 11.0              | 4.3               | 1.2               | <75 Макс  | HD3D, UVD3, DP 1.2, PowerPlay, Eyefinity |
| FirePro V7900 (Cayman Pro GL) | 24 травня 2011   | TeraScale 3 | 40        | PCIe 2.1 x16      | 725           | 12502         | 1280(320×4):80:32:20 | 23.2                 | 58                   | 2          | 160                        | GDDR52  | 256               | 1860     | 464      | 11.0              | 4.3               | 1.2               | <150 Макс | HD3D, UVD3, DP 1.2, PowerPlay, Eyefinity |

1 Уніфіковані шейдери : Текстурні блоки : Блоки растеризації : Обчислювальні одиниці

2 Ефективна швидкість передачі даних GDDR5 вчетверо перевищує номінальну частоту, а не вдвічі, як це було з іншою пам'яттю DDR

3 Підтримується Windows 7, 8.1 OpenGL 4.4 і OpenCL 2.0, коли обладнання працює з драйвером firepro 14.502.1045

#### FirePro (Wx000)
- Vulkan 1.0 і OpenGL 4.5 доступні для GCN починаючи від драйверів FirePro еквівалентні з Radeon Crimson 16.3 або вище.[48][49]
- Vulkan 1.1 доступні для GCN починаючи від драйверів Radeon Pro Software 18.Q1.1 або вище. Це може не повністю стосуватися до графічних процесорів GCN 1.0 або 1.1.[50]

| Модель (кодове ім'я)            | Дата виходу    | Архітектура | Техпроцес | Шина вводу/виводу | Частота (МГц) | Частота (МГц) | Конфігурація1  | Швидкість заповнення | Швидкість заповнення | Пам'ять    | Пам'ять                    | Пам'ять | Пам'ять           | GFLOPS   | GFLOPS         | Відповідність API | Відповідність API | Відповідність API | Відповідність API | TDP (Вт) | Нотатки                                |
| Модель (кодове ім'я)            | Дата виходу    | Архітектура | Техпроцес | Шина вводу/виводу | Ядра          | Пам'яті       | Конфігурація1  | ГП/с                 | ГТ/с                 | Об'єм (МБ) | Пропускна здатність (Гб/с) | Тип     | Ширина шини (біт) | Одинарна | Подвійна       | Direct3D          | OpenGL            | OpenCL            | Vulkan            | TDP (Вт) | Нотатки                                |
| ------------------------------- | -------------- | ----------- | --------- | ----------------- | ------------- | ------------- | -------------- | -------------------- | -------------------- | ---------- | -------------------------- | ------- | ----------------- | -------- | -------------- | ----------------- | ----------------- | ----------------- | ----------------- | -------- | -------------------------------------- |
| FirePro W600(Cape Verde Pro GL) | 13 червня 2012 | GCN 1       | 28        | PCIe 3.0 x16      | 750           | 1000          | 512:32:16:8    | 12.0                 | 24.0                 | 2          | 64                         | GDDR5   | 128               | 768      | До 55          | 11.1/12           | 4.5+              | 1.2+              | 1.0               | 75       | 6 міні DisplayPort                     |
| FirePro W5000 (Pitcairn LE GL)  | 13 червня 2012 | GCN 1       | 28        | PCIe 3.0 x16      | 825           | 800           | 768:48:32:12   | 26.4                 | 39.6                 | 2          | 102.4                      | GDDR5   | 256               | 1267.2   | 79.2           | 11.1/12           | 4.5+              | 1.2+              | 1.0               | <75      | 2 DisplayPort, 1 DVI-I                 |
| FirePro W7000 (Pitcairn XT GL)  | 13 червня 2012 | GCN 1       | 28        | PCIe 3.0 x16      | 950           | 1200          | 1280:80:32:20  | 30.4                 | 76.0                 | 4          | 153.6                      | GDDR5   | 256               | 2432     | 152            | 11.1/12           | 4.5+              | 1.2+              | 1.0               | <150     | ECC ОЗП, 4 DisplayPort                 |
| FirePro W8000 (Tahiti PRO GL)   | 14 червня 2012 | GCN 1       | 28        | PCIe 3.0 x16      | 900           | 1375          | 1792:112:32:28 | 28.8                 | 100.8                | 4          | 176                        | GDDR5   | 256               | 3225.6   | 806.4 (1/4 SP) | 11.1/12           | 4.5+              | 1.2+              | 1.0               | <225     | ECC ОЗП, 4 DisplayPort + SDI-Link      |
| FirePro W9000 (Tahiti XT GL)    | 14 червня 2012 | GCN 1       | 28        | PCIe 3.0 x16      | 975           | 1375          | 2048:128:32:32 | 31.20                | 124.8                | 6          | 264                        | GDDR5   | 384               | 3993.6   | 998.4 (1/4 SP) | 11.1/12           | 4.5+              | 1.2+              | 1.0               | 274      | ECC ОЗП, 6 міні-DisplayPort + SDI-Link |

1 Уніфіковані шейдери : Текстурні блоки : Блоки растеризації : Обчислювальні одиниці

2 Ефективна швидкість передачі даних GDDR5 вчетверо перевищує номінальну частоту, а не вдвічі, як це було з іншою пам'яттю DDR

3 OpenGL 4.4: Підтримується драйвером AMD FirePro версії 14.301.000 або пізнішої, у примітках до специфікацій

#### FirePro D-серія
В 2013, AMD випустила D-серію спеціально для робочих станцій Mac Pro.
| Модель (кодове ім'я)          | Дата виходу    | Архітектура | Техпроцес | Шина вводу/виводу | Частота (МГц) | Частота (МГц) | Конфігурація1  | Швидкість заповнення | Швидкість заповнення | Пам'ять    | Пам'ять                    | Пам'ять  | Пам'ять           | GFLOPS   | GFLOPS   | Відповідність API | Відповідність API | Відповідність API | Відповідність API | TDP (Вт) | Нотатки |
| Модель (кодове ім'я)          | Дата виходу    | Архітектура | Техпроцес | Шина вводу/виводу | Ядра          | Пам'яті       | Конфігурація1  | ГП/с                 | ГТ/с                 | Об'єм (МБ) | Пропускна здатність (Гб/с) | Тип шини | Ширина шини (біт) | Одинарна | Подвійна | Direct3D          | OpenGL            | OpenCL            | Vulkan            | TDP (Вт) | Нотатки |
| ----------------------------- | -------------- | ----------- | --------- | ----------------- | ------------- | ------------- | -------------- | -------------------- | -------------------- | ---------- | -------------------------- | -------- | ----------------- | -------- | -------- | ----------------- | ----------------- | ----------------- | ----------------- | -------- | ------- |
| FirePro D300 (Pitcairn XT GL) | 19 грудня 2013 | GCN 1       | 28        | PCIe 3.0 x16      | 850           | 1270          | 1280:80:32:20  | 24.80                | 62.00                | 2          | 162.6                      | GDDR5    | 256               | 2176     | 136      | 11.1              | 4.6               | 1.2               | 1.1.101           | 150      |         |
| FirePro D500 (Tahiti LE GL)   | 19 грудня 2013 | GCN 1       | 28        | PCIe 3.0 x16      | 725           | 1270          | 1536:96:32:24  | 27.20                | 108.8                | 3          | 243.8                      | GDDR5    | 384               | 2227     | 556.8    | 11.1              | 4.6               | 1.2               | 1.1.101           | 274      |         |
| FirePro D700 (Tahiti XT GL)   | 19 грудня 2013 | GCN 1       | 28        | PCIe 3.0 x16      | 850           | 1370          | 2048:128:32:32 | 27.20                | 108.80               | 6          | 263                        | GDDR5    | 384               | 3482     | 870.4    | 11.1              | 4.6               | 1.2               | 1.1.101           | 274      |         |

1 Уніфіковані шейдери : Текстурні блоки : Блоки растеризації : Обчислювальні одиниці

#### FirePro (Wx100)
- Vulkan 1.0 і OpenGL 4.5 доступні для GCN починаючи від драйверів FirePro еквівалентні з Radeon Crimson 16.3 або вище.[48][49] OpenCL 2.1 і 2.2 доступні для всіх OpenCL 2.0-карт починаючи з драйверів Future (Khronos). Підтримка OpenCL для Linux є обмежена з драйвером AMDGPU 16.60 актуальна для версії 1.2.[62]
- Vulkan 1.1 доступні для GCN починаючи від драйверів Radeon Pro Software 18.Q1.1 або вище.Це може не повністю стосуватися до графічних процесорів GCN 1.0 або 1.1.[50]
- OpenGL 4.6 доступний від 18.Q2 (або пізніше) аналог Adrenalin 18.4.1.

| Модель (кодове ім'я)          | Дата виходу     | Архітектура | Техпроцес | Шина вводу/виводу | Частота (МГц) | Частота (МГц) | Конфігурація1  | Швидкість заповнення | Швидкість заповнення | Пам'ять    | Пам'ять                    | Пам'ять  | Пам'ять           | GFLOPS   | GFLOPS           | Відповідність API | Відповідність API | Відповідність API | Відповідність API | TDP (Вт) | Нотатки                                                             |
| Модель (кодове ім'я)          | Дата виходу     | Архітектура | Техпроцес | Шина вводу/виводу | Ядра          | Пам'яті       | Конфігурація1  | ГП/с                 | ГТ/с                 | Об'єм (МБ) | Пропускна здатність (Гб/с) | Тип шини | Ширина шини (біт) | Одинарна | Подвійна         | Direct3D          | OpenGL            | OpenCL            | Vulkan            | TDP (Вт) | Нотатки                                                             |
| ----------------------------- | --------------- | ----------- | --------- | ----------------- | ------------- | ------------- | -------------- | -------------------- | -------------------- | ---------- | -------------------------- | -------- | ----------------- | -------- | ---------------- | ----------------- | ----------------- | ----------------- | ----------------- | -------- | ------------------------------------------------------------------- |
| FirePro W2100 (Oland XT)      | 13 серпня 2014  | GCN 1       | 28        | PCIe 3.0 x8       | 630           | 900           | 320:20:8:5     | 5.04                 | 12.6                 | 2          | 28.8                       | DDR3     | 128               | 403.2    | 25.5 (1/16 SP)   | 11.2a/12.0        | 4.5+              | 2.0 (новий)       | 1.0               | <26      | 2 стандартних вихода DisplayPort DP 1.2a                            |
| FirePro W4100 (Cape Verde)    | 13 серпня 2014  | GCN 1       | 28        | PCIe 3.0 x16      | 630           | 1125          | 512:32:16:8    | 10.08                | 20.16                | 2          | 72                         | GDDR5    | 128               | 645.1    | 40.3 (1/16 SP)   | 11.2a/12.0        | 4.5+              | 2.0 (новий)       | 1.0               | <50      | 4 стандартних вихода Міні-DP 1.2a                                   |
| FirePro W5100 (Bonaire Pro)   | 13 серпня 2014  | GCN 2       | 28        | PCIe 3.0 x16      | 930           | 1500          | 768:48:16:12   | 14.88                | 44.64                | 4          | 96                         | GDDR5    | 128               | 1430     | 89.2 (1/16 SP)   | 11.2b/12.0        | 4.5+              | 2.0               | 1.0               | <75      | DirectGMA, GeometryBoost, 4 DP 1.2a, включаючи Adaptive-Sync і HBR2 |
| FirePro W7100 (Tonga Pro GL)  | 13 серпня 2014  | GCN 3       | 28        | PCIe 3.0 x16      | 920           | 1400          | 1792:112:32:28 | 29.4                 | 103                  | 8          | 160                        | GDDR5    | 256               | 3297     | 206 (1/16 SP)    | 11.2b/12.0        | 4.5+              | 2.0               | 1.1               | <150     | DirectGMA, GeometryBoost, 4 DP 1.2a, включаючи Adaptive-Sync і HBR2 |
| FirePro W8100 (Hawaii Pro GL) | 26 червня 2014  | GCN 2       | 28        | PCIe 3.0 x16      | 824           | 1250          | 2560:160:64:40 | 52.7                 | 145                  | 8          | 320                        | GDDR5    | 512               | 4218.9   | 2109.45 (1/2 SP) | 11.2b/12.0        | 4.5+              | 2.0               | 1.0               | 220      | ECC ОЗП, 4 DP + SDI-Link                                            |
| FirePro W9100 (Hawaii XT)     | 26 березня 2014 | GCN 2       | 28        | PCIe 3.0 x16      | 930           | 1250          | 2816:176:64:44 | 59.5                 | 163.7                | 16 32      | 320                        | GDDR5    | 512               | 5237.8   | 2618.9 (1/2 SP)  | 11.2b/12.0        | 4.5+              | 2.0               | 1.0               | 275      | ECC ОЗП, Six Mini DP + SDI-Link                                     |

1 Уніфіковані шейдери : Текстурні блоки : Блоки растеризації : Обчислювальні одиниці

2 Ефективна швидкість передачі даних GDDR5 вчетверо перевищує номінальну частоту, а не вдвічі, як це було з іншою пам'яттю DDR

3 OpenGL 4.4: Підтримується драйвером AMD FirePro версії 14.301.000 або пізнішої, у примітках до специфікацій

#### FirePro (Wx300)
- Vulkan 1.1 доступні для GCN починаючи від драйверів Radeon Pro Software 18.Q1.1 або вище. Це може не повністю стосуватися до графічних процесорів GCN 1.0 або 1.1.[50]

| Модель (кодове ім'я)        | Дата виходу   | Архітектура | техпроцес | Транзистори і площа ядра | Частота (МГц) | Частота (МГц) | Конфігурація1 | Швидкість заповнення | Швидкість заповнення | Пам'ять    | Пам'ять                    | Пам'ять  | Пам'ять           | GFLOPS   | GFLOPS         | Відповідність API | Відповідність API | Відповідність API           | Відповідність API | TDP (Вт) | Нотатки                                         |
| Модель (кодове ім'я)        | Дата виходу   | Архітектура | техпроцес | Транзистори і площа ядра | Ядра          | Пам'яті       | Конфігурація1 | ГП/с                 | ГТ/с                 | Об'єм (МБ) | Пропускна здатність (Гб/с) | Тип шини | Ширина шини (біт) | Одинарна | Подвійна       | Direct3D          | OpenGL            | OpenCL                      | Vulkan            | TDP (Вт) | Нотатки                                         |
| --------------------------- | ------------- | ----------- | --------- | ------------------------ | ------------- | ------------- | ------------- | -------------------- | -------------------- | ---------- | -------------------------- | -------- | ----------------- | -------- | -------------- | ----------------- | ----------------- | --------------------------- | ----------------- | -------- | ----------------------------------------------- |
| FirePro W4300 (Bonaire PRO) | 1 грудня 2015 | GCN 2       | 28        | PCIe 3.0 x16             | 930           | 1500          | 768:48:16:12  | 14.88                | 44.64                | 4          | 96                         | GDDR5    | 128               | 1428.5   | 89.3 (1/16 SP) | 11.2/12.0 SM 5.0  | 4.5+              | 2.0 (2.1 бета, можливо 2.2) | 1.0               | <50      | 4 вихода міні DisplayPort 1.2a, низькопрофільна |

### Мобільні відеочипи

#### Mobility FireGL
| Модель (кодове ім'я)          | Дата виходу | Архітектура (техпроцес) | Ядра       | Ядра    | Швидкість заповнення | Швидкість заповнення | GFLOPS   | Пам'ять    | Пам'ять            | Пам'ять       | Пам'ять                    | Інтерфейс вводу-виводу | Нотатки                 |
| Модель (кодове ім'я)          | Дата виходу | Архітектура (техпроцес) | Ядра       | Пам'яті | ГП/с                 | ГТ/с                 | GFLOPS   | Об'єм (МБ) | Тип і ширина (біт) | Частота (МГц) | Пропускна здатність (Гб/с) | Інтерфейс вводу-виводу | Нотатки                 |
| ----------------------------- | ----------- | ----------------------- | ---------- | ------- | -------------------- | -------------------- | -------- | ---------- | ------------------ | ------------- | -------------------------- | ---------------------- | ----------------------- |
| Mobility FireGL 7800 (M7-GL)  | 2001-09-29  | R100 (150 нм)           | 0:2:2:2    | 280     | 0.56                 | 0.56                 | Невідомо | 64         | DDR 128-біт        | 200           | 6.4                        | AGP                    | 27 Ват TDP              |
| Mobility FireGL 9000 (M7-GL)  | 2002-01-01  | R200 (150 нм)           | 1:4:4:4    | 250     | 1.0                  | 1.0                  | Невідомо | 64         | DDR 128-біт        | 200           | 6.4                        | AGP 4x                 |                         |
| Mobility FireGL T2 (M7-GL)    | 2003-11-01  | R300 (130 нм)           | 2:4:4:4    | 320     | 1.28                 | 1.28                 | Невідомо | 128        | DDR 128-біт        | 200           | 6.5                        | AGP 4x                 |                         |
| Mobility FireGL T2e (M7-GL)   | 2004-08-01  | R300 (130 нм)           | 2:4:4:4    | 450     | 1.8                  | 1.8                  | Невідомо | 128        | DDR 128-біт        | 225           | 7.2                        | AGP                    |                         |
| Mobility FireGL V3100 (M7-GL) | 2004-06-01  | R300 (110 нм)           | 2:4:4:4    | 350     | 1.4                  | 1.4                  | Невідомо | 128        | DDR 128-біт        | 200           | 6.4                        | PCIe x16               |                         |
| Mobility FireGL V3200 (M7-GL) | 2004-06-01  | R300 (130 нм)           | 2:4:4:4    | 400     | 1.6                  | 1.6                  | Невідомо | 128        | DDR2 128-біт       | 250           | 12.8                       | PCIe x16               |                         |
| Mobility FireGL V5000 (M7-GL) | 2005-02-03  | R420 (110 нм)           | 6:8:8:8    | 350     | 2.8                  | 2.8                  | Невідомо | 128        | GDDR3 128-біт      | 425           | 13.6                       | PCIe x16               |                         |
| Mobility FireGL V5200 (M7-GL) | 2006-02-01  | R520 (90 нм)            | 5:12:12:12 | 425     | 5.1                  | 5.1                  | Невідомо | 256        | GDDR3 128-біт      | 475           | 15.2                       | PCIe x16               |                         |
| Mobility FireGL V5250 (M7-GL) | 2007-01-01  | R520 (90 нм)            | 5:12:12:12 | 450     | 5.4                  | 5.4                  | Невідомо | 256        | GDDR3 128-біт      | 350           | 11.2                       | PCIe x16               |                         |
| Mobility FireGL V5600 (M7-GL) | 2007-05-14  | TeraScale 1 (65 нм)     | 120:8:4    | 500     | 4.0                  | 2.0                  | 120.0    | 256        | GDDR3 128-біт      | 400           | 12.8                       | PCIe 2.0 x16           |                         |
| Mobility FireGL V5700 (M7-GL) | 2008-01-07  | Terascale 2 (55 нм)     | 120:8:4    | 600     | 4.8                  | 2.4                  | 144      | 512        | GDDR3 128-біт      | 700           | 22.4                       | PCIe 2.0 x16           | in Lenovo ThinkPad W500 |
| Mobility FireGL V5725 (M7-GL) | 2009-01-01  | Terascale 2 (55 нм)     | 120:8:4    | 680     | 5.44                 | 2.72                 | 163.2    | 256        | GDDR3 128-біт      | 800           | 25.6                       | PCIe 2.0 x16           |                         |

1. ↑  Швидкість заповнення текстури розраховується як кількість блоків відображення текстури, помножена на базову (або прискорюючу) тактову частоту ядра.
2. ↑  Швидкість заповнення пікселів розраховується як кількість вихідних одиниць візуалізації, помножена на базову (або прискорюючу) тактову частоту ядра.
3. ↑  Точна продуктивність розраховується на основі базової (або розширеної) тактової частоти ядра на основі операції FMA.
4. 1 2 3 4 5 6 7 8 9  Вершинні шейдери : Фрагментні (піксельні) шейдери : Текстурні блоки : Блоки растеризації
5. 1 2 3  Уніфіковані шейдери : Текстурні блоки : Блоки растеризації

#### FirePro Mobile
| Модель (кодове ім'я)            | Дата виходу | Архітектура і техпроцес | Ядро              | Ядро          | Швидкість заповнення | Швидкість заповнення | GFLOPS     | Пам'ять    | Пам'ять            | Пам'ять       | Пам'ять                    | Інтерфейс вводу-виводу | Нотатки |
| Модель (кодове ім'я)            | Дата виходу | Архітектура і техпроцес | Конфігурація (CU) | Частота (МГц) | ГТ/с                 | ГП/с                 | GFLOPS     | Об'єм (МБ) | Тип і ширина (Біт) | Частота (МГц) | Пропускна здатність (ГБ/s) | Інтерфейс вводу-виводу | Нотатки |
| ------------------------------- | ----------- | ----------------------- | ----------------- | ------------- | -------------------- | -------------------- | ---------- | ---------- | ------------------ | ------------- | -------------------------- | ---------------------- | --- |
| FirePro M5725 (M96 GL)          | 2009-01-01  | Terascale 2 (55 нм)     | 320:32:8 (3)      | 680           | 21.6                 | 5.4                  | 432        | 256        | GDDR3 128          | 800           | 25.6                       | PCIe 2.0 x16           | |
| FirePro M5800 (Madison XT GL)   | 2010-03-01  | Terascale 2 (40 нм)     | 400:20:8 (5)      | 650           | 13                   | 5.2                  | 520        | 1024       | GDDR5 128          | 800           | 25.6                       | PCIe 2.0 x16           | HP EliteBook 8540w |
| FirePro M3900 (Seymour XT)      | 2011-04-13  | Terascale 2 (40 нм)     | 160:8:4 (2)       | 700           | 6.0                  | 3.0                  | 224        | 1024       | DDR3 64            | 900           | 14.4                       | PCIe 2.1 x16           | HP Elitebook 8460w |
| FirePro M5950 (Whistler XT)     | 2011-01-04  | Terascale 2 (40 нм)     | 480:24:8 (6)      | 725           | 17.4                 | 5.8                  | 696        | 1024       | GDDR5 128          | 900           | 57.6                       | PCIe 2.1 x16           | Dell Precision M4600, HP EliteBook 8560w |
| FirePro M7740 (M97XT GL)        | 2009-08-04  | Terascale 1 (40 нм)     | 640:32:16 (8)     | 650           | 20.8                 | 10.4                 | 832        | 1024       | GDDR5 128          | 1000          | 64                         | PCIe 2.0 x16           | Dell Precision M6400 and M6500 |
| FirePro M7820 (Juniper XT)      | 2010-05-01  | Terascale 2 (40 нм)     | 800:40:16 (10)    | 700           | 28                   | 11.2                 | 1120       | 1024       | GDDR5 128          | 1000          | 64                         | PCIe 2.0 x16           | Dell Precision M6500, HP EliteBook 8740w |
| FirePro M8900 (Blackcomb XT GL) | 2011-04-12  | Terascale 2 (40 нм)     | 960:48:32 (12)    | 680           | 32.64                | 21.76                | 1310       | 2048       | GDDR5 256          | 900           | 115.2                      | PCIe 2.1 x16           | Dell Precision M6600 |
| FirePro M2000 (Turks GL)        | 2012-07-01  | Terascale 2 (40 нм)     | 480:24:8 (6)      | 500           | 12                   | 4                    | 480        | 1024       | GDDR5 64           | 800           | 25.6                       | PCIe 2.1 x16           | HP EliteBook 8470w |
| FirePro M4000 (Chelsea XT GL)   | 2012-06-27  | GCN 1 (28 нм)           | 512:32:16 (8)     | 600           | 19.2                 | 9.6                  | 614        | 2048       | GDDR5 128          | 1000          | 51.2                       | PCIe 2.1 x16           | HP EliteBook 8570w, HP EliteBook 8770w, Dell Precision M4700 (e.g. еквівалент HD7700M Serie DevID 682D)                                                                                         |
| FirePro M6000 (Heathrow XT GL)  | 2012-06-27  | GCN 1 (28 нм)           | 640:40:16 (10)    | 800           | 30                   | 12                   | 960        | 2048       | GDDR5 128          | 1000          | 64                         | PCIe 3.0 x16           | Dell Precision M6700 |
| FirePro M4100 (Mars)            | 2013-10-16  | GCN 1 (28 нм)           | 384:24:8 (6)      | 670           | 16.1                 | 5.4                  | 514        | 2048       | GDDR5 128          | 1000          | 64                         | PCIe 3.0 x16           | HP ZBook 14 |
| FirePro W4170M (Mars XTX)       | 2014-04-28  | GCN 1 (28 нм)           | 384:24:8 (6)      | 825           | 19.8                 | 6.6                  | 691.2      | 2048       | GDDR5 128          | 1125          | 72                         | PCIe 3.0 x16           | Dell Precision M2800, HP ZBook 15u G2 |
| FirePro W4190M (Opal)           | 2015-11-12  | GCN 1 (28 нм)           | 384:24:8 (6)      | 825           | 19.8                 | 6.6                  | 634        | 2048       | GDDR5 128          | 900           | 72                         | PCIe 3.0 x16           | HP ZBook 15u G3, MXM-3-A, OpenGL 4.6, OpenCL 2.0, TDP 25Вт |
| FirePro M5100 (Venus XT)        | 2013-10-16  | GCN 1 (28 нм)           | 640:40:16 (10)    | 775           | 31                   | 12.4                 | 992        | 2048       | GDDR5 128          | 1125          | 72                         | PCIe 3.0 x16           | Dell Precision M4800, Panasonic Toughbook 54, HP ZBook 15 G2 (e.g. R9 M200X Serie DevID 6821)                                                                                                   |
| FirePro W5130M (Tropo LE)       | 2015-10-02  | GCN 1 (28 нм)           | 512:32:16 (8)     | up to 925     | 28.8                 | 14.4                 | up to 950  | up to 2048 | GDDR5 128          | 1000          | 64                         | PCIe 3.0 x16           | Dell Precision 3510 (e.g. еквівалент R7 M465X DevID 682B) MXM-3-A, DirectX 12.0 (feature level 11_1), OpenGL 4.6, OpenCL 2.0, Vulkan 1.0, TDP 35Вт                                              |
| FirePro W5170M (Tropo XT)       | 2014-08-25  | GCN 1 (28 нм)           | 640:40:16 (10)    | up to 925     | 36.0                 | 14.4                 | up to 1180 | up to 2048 | GDDR5 128          | 1125          | 72                         | PCIe 3.0 x16           | Dell Precision 7510, Dell Precision 7710, HP ZBook 15 G3 (e.g. еквівалент R9 M375X DevID 6820 REV 083) MXM-3-A, DirectX 12.0 (feature level 11_1), OpenGL 4.6, OpenCL 2.0, Vulkan 1.0, TDP 45Вт |
| FirePro M6100 (Saturn XT GL)    | 2013-10-16  | GCN 2 (28 нм)           | 768: 48:16 (12)   | up to 1100    | 51.6                 | 17.2                 | 1651.2     | 2048       | GDDR5 128          | 1375/1500     | 88/96                      | PCIe 3.0 x16           | Dell Precision M6600 / M6800, HP Zbook 17 G2 |
| FirePro W6150M (Saturn XT GL)   | 2015-11-12  | GCN 2 (28 нм)           | 768:48:16 (12)    | 1075          | 51.6                 | 17.2                 | 1651       | 4096       | GDDR5 128          | 1375          | 88                         | PCIe 3.0 x16           | HP Zbook 17 G3, MXM-3-B, OpenGL 4.6, OpenCL 2.0, TDP 100Вт |
| FirePro W6170M (Saturn XT GL)   | 2014-08-25  | GCN 2 (28 нм)           | 768:48:16 (12)    | 1075          | 51.6                 | 17.2                 | 1651       | 4096       | GDDR5 128          | 1375          | 88                         | PCIe 3.0 x16           | HP ZBook 17 G2 |
| FirePro W7170M (Amethyst XT)    | 2015-10-02  | GCN 3 (28 нм)           | 2048:128:32 (32)  | 723           | 92.5                 | 23.1                 | 2960       | 4096       | GDDR5 256          | 1250          | 160                        | PCIe 3.0 x16           | Dell Precision 7710, MXM-3-B, DirectX 12.0 (feature level 11_1), OpenGL 4.6, OpenCL 2.0, Vulkan 1.0, TDP 100Вт                                                                                  |

1. ↑  Швидкість заповнення текстури розраховується як кількість блоків відображення текстури, помножена на базову (або прискорюючу) тактову частоту ядра.
2. ↑  Швидкість заповнення пікселів розраховується як кількість вихідних одиниць візуалізації, помножена на базову (або прискорюючу) тактову частоту ядра.
3. ↑  Точна продуктивність розраховується на основі базової (або розширеної) тактової частоти ядра на основі операції FMA.
4. ↑  Уніфіковані шейдери : Текстурні блоки : Блоки растеризації

### Сервер

#### FireStream
| Модель (кодове ім'я)         | Дата виходу       | Архітектура і техпроцес | Інтерфейс вводу-виводу | Потокові процесори | Частота | Частота | Пам'ять    | Пам'ять | Пам'ять           | Пам'ять                    | GFLOPS   | GFLOPS   | TDP (Вт) |
| Модель (кодове ім'я)         | Дата виходу       | Архітектура і техпроцес | Інтерфейс вводу-виводу | Потокові процесори | Ядра    | Пам'яті | Об'єм (МБ) | Тип     | Ширина шини (біт) | Пропускна здатність (Гб/с) | Одинарна | Подвійна | TDP (Вт) |
| ---------------------------- | ----------------- | ----------------------- | ---------------------- | ------------------ | ------- | ------- | ---------- | ------- | ----------------- | -------------------------- | -------- | -------- | -------- |
| Stream Processor (R580)      | 2006              | R500 80 нм              |                        | 240                | 600     |         | 1024       | GDDR3   | 256               | 83.2                       | 375      | N/A      | 165      |
| FireStream 9170 (RV670)      | 8 листопада 2007  | TeraScale 1 55 нм       | PCIe 2.0 x16           | 320                | 800     | 800     | 2048       | GDDR3   | 256               | 51.2                       | 512      | 102.4    | 105      |
| FireStream 9250 (RV770)      | 16 червня 2008    | TeraScale 1 55 нм       | PCIe 2.0 x16           | 800                | 625     | 993     | 1024       | GDDR3   | 256               | 63.6                       | 1000     | 200      | 150      |
| FireStream 9270 (RV770)      | 13 листопада 2008 | TeraScale 1 55 нм       | PCIe 2.0 x16           | 800                | 750     | 850     | 2048       | GDDR5   | 256               | 108.8                      | 1200     | 240      | 160      |
| FireStream 9350 (Cypress XT) | 23 червня 2010    | TeraScale 2 40 нм       | PCIe 2.1 x16           | 1440               | 700     | 1000    | 2048       | GDDR5   | 256               | 128                        | 2016     | 403.2    | 150      |
| FireStream 9370 (Cypress XT) | 23 червня 2010    | TeraScale 2 40 нм       | PCIe 2.1 x16           | 1600               | 825     | 1150    | 4096       | GDDR5   | 256               | 147.2                      | 2640     | 528      | 225      |

1. ↑  Точна продуктивність розраховується на основі базової (або розширеної) тактової частоти ядра на основі операції FMA.

#### FirePro Remote
| Модель (кодове ім'я)                   | Дата виходу    | Техпроцес | Шина вводу/виводу | Частота (МГц) | Частота (МГц) | Конфігурація1  | Швидкість заповнення | Швидкість заповнення | Пам'ять    | Пам'ять                    | Пам'ять                        | Пам'ять           | GFLOPS   | GFLOPS         | Відповідність API | Відповідність API | Відповідність API | TDP (Вт) | Нотатки                                                                     |
| Модель (кодове ім'я)                   | Дата виходу    | Техпроцес | Шина вводу/виводу | Ядра          | Пам'яті       | Конфігурація1  | ГП/с                 | ГТ/с                 | Об'єм (МБ) | Пропускна здатність (Гб/с) | Тип шини                       | Ширина шини (біт) | Одинарна | Подвійна       | Direct3D          | OpenGL            | OpenCL            | TDP (Вт) | Нотатки                                                                     |
| -------------------------------------- | -------------- | --------- | ----------------- | ------------- | ------------- | -------------- | -------------------- | -------------------- | ---------- | -------------------------- | ------------------------------ | ----------------- | -------- | -------------- | ----------------- | ----------------- | ----------------- | -------- | --------------------------------------------------------------------------- |
| FirePro RG220 (RV711)                  | Травень 2010   | 55        | PCIe 2.0 x16      | 500           | 800           | 80(16×5):8:4:1 | 2.0                  | 4.0                  | 512        | 12.8                       | GDDR3 для GPU, RDRAM для PCoIP | 64                | 80       | Ні             | 10.1              | 3.3               | 1.0               | 35       | Два Ethernet порта + DMS-59 для двох виходів DVI-D (немає виходу хоста VGA) |
| FirePro R5000 (Pitcairn LE GL (GCN 1)) | 25 лютого 2013 | 28        | PCIe 3.0 x16      | 825           | 800           | 768:48:32:12   | 26.4                 | 39.6                 | 2048       | 102.4                      | GDDR5                          | 256               | 1267.2   | 79.2 (1/16 SP) | 11.1              | 4.5+              | 1.2+              | <150     | Ethernet порт + 2 міні DisplayPort/Tera2 PCoIP                              |

1 Уніфіковані шейдери : Текстурні блоки : Блоки растеризації : Обчислювальні одиниці

2 Ефективна швидкість передачі даних GDDR5 вчетверо перевищує номінальну частоту, а не вдвічі, як це було з іншою пам'яттю DDR.

#### FirePro (S000x/Sxx 000)
- Vulkan 1.0 і OpenGL 4.5 доступні для GCN починаючи від драйверів FirePro еквівалентні з Radeon Crimson 16.3 або вище.[48] OpenGL 4.5 доступний тільки для Windows.[49] Актуальні драйвера для Linux підтримують OpenGL 4.5 і Vulkan 1.0, але тільки OpenCL 1.2 через драйвер AMDGPU 16.60.[62]
- Vulkan 1.1 доступні для GCN починаючи від драйверів Radeon Pro Software 18.Q1.1 або вище. Це може не повністю стосуватися до графічних процесорів GCN 1.0 або 1.1.[50]
- OpenGL 4.6 доступний тільки з 18.Q2 (або пізніше) аналог Adrenalin 18.4.1.

| Модель (кодове ім'я)                       | Дата виходу       | Архітектура | Техпроцес | Шина вводу/виводу | Частота (МГц) | Частота (МГц) | Конфігурація1     | Швидкість заповнення | Швидкість заповнення | Пам'ять     | Пам'ять                    | Пам'ять | Пам'ять           | GFLOPS   | GFLOPS          | Відповідність API | Відповідність API | Відповідність API | Відповідність API | TDP (Вт) | Нотатки                                                                                 |
| Модель (кодове ім'я)                       | Дата виходу       | Архітектура | Техпроцес | Шина вводу/виводу | Ядра          | Пам'яті       | Конфігурація1     | ГП/с                 | ГТ/с                 | Об'єм (ГіБ) | Пропускна здатність (Гб/с) | Тип     | Ширина шини (біт) | Одинарна | Подвійна        | Direct X          | OpenGL            | OpenCL            | Vulkan            | TDP (Вт) | Нотатки                                                                                 |
| ------------------------------------------ | ----------------- | ----------- | --------- | ----------------- | ------------- | ------------- | ----------------- | -------------------- | -------------------- | ----------- | -------------------------- | ------- | ----------------- | -------- | --------------- | ----------------- | ----------------- | ----------------- | ----------------- | -------- | --------------------------------------------------------------------------------------- |
| FirePro S4000x (Venus XT)                  | 7 серпня 2014     | GCN 1       | 28        | PCIe 3.0 x16      | 950           | 1200          | 640:40:16:10      | 11.6                 | 29                   | 2           | 72                         | GDDR5   | 256               | 992      | 62 (1/16 SP)    | 11.1 12.0         | 4.5+              | 1.2+              | 1.0               | <45      | Форм-фактор типу A MXM, немає фізичних виходів дисплея,                                 |
| FirePro S7000 (Pitcairn XT)                | 27 серпня 2012    | GCN 1       | 28        | PCIe 3.0 x16      | 950           | 1200          | 1280:80:32:20     | 30.4                 | 76                   | 4           | 153.6                      | GDDR5   | 256               | 2432     | 152 (1/16 SP)   | 11.1 12.0         | 4.5+              | 1.2+              | 1.0               | <150     | 1 DP                                                                                    |
| FirePro S7100X (Amethyst XT)               | 25 травня 2016    | GCN 3       | 28        | PCIe 3.0 x16      | 723           | 1050          | 2048:128:32:32    | 23.14                | 92.5                 | 8           | 160                        | GDDR5   | 256               | 2961     | 185.1 (1/16 SP) | 11.2 12.0         | 4.5+              | 2.0+              | 1.1               | 100      | Для серверів Blade, MXM Module 3.1                                                      |
| FirePro S7150 (Tonga PRO GL)               | 1 лютого 2016     | GCN 3       | 28        | PCIe 3.0 x16      | 1050          | 1250          | 1792:112:32:28    | 33.6                 | 117.6                | 8           | 160                        | GDDR5   | 256               | 3763     | 235.2 (1/16 SP) | 11.2 12.0         | 4.5+              | 2.0+              | 1.1               | 150      | ECC ОЗП, 2 слотовий                                                                     |
| FirePro S7150 X2 (2x Tonga PRO GL)         | 1 лютого 2016     | GCN 3       | 28        | PCIe 3.0 x16      | 1050          | 1250          | 2x 1792:112:32:28 | 33.6                 | 117.6                | 16          | 2x 160                     | GDDR5   | 256               | 7540     | 470.4 (1/16 SP) | 11.2 12.0         | 4.5+              | 2.0+              | 1.1               | 265      | ECC ОЗП, Без фізичних входів для дисплея                                                |
| FirePro S9000 (Tahiti PRO GL)              | 27 серпня 2012    | GCN 1       | 28        | PCIe 3.0 x16      | 900           | 1375          | 1792:112:32:28    | 28.8                 | 100.8                | 6           | 264                        | GDDR5   | 384               | 3225.6   | 806.4 (1/4 SP)  | 11.1 12.0         | 4.5+              | 1.2+              | 1.0               | <225     | ECC ОЗП, 1 DP                                                                           |
| FirePro S9050 (Tahiti PRO GL)              | 6 серпня 2014     | GCN 1       | 28        | PCIe 3.0 x16      | 900           | 1375          | 1792:112:32:28    | 28.8                 | 100.8                | 12          | 264                        | GDDR5   | 384               | 3225.6   | 806.4 (1/4 SP)  | 11.1 12.0         | 4.5+              | 1.2+              | 1.0               | <225     | ECC ОЗП, 1 DP                                                                           |
| FirePro S9100 (Hawaii GL)                  | 2 жовтня 2014     | GCN 2       | 28        | PCIe 3.0 x16      | 824           | 1250          | 2560:160:64:40    | 52.74                | 131.8                | 12          | 320                        | GDDR5   | 512               | 4219     | 2109            | 11.1 12.0         | 4.6               | 2.0               | 1.0               | <225     | ECC ОЗП, Без фізичних виходів для дислпея                                               |
| FirePro S9150 (Hawaii XT GL)               | 6 серпня 2014     | GCN 2       | 28        | PCIe 3.0 x16      | 900           | 1250          | 2816:176:64:44    | 57.6                 | 158.4                | 16          | 320                        | GDDR5   | 512               | 5070     | 2530 (1/2 SP)   | 11.2 12.0         | 4.5+              | 2.0+              | 1.0               | <235     | ECC ОЗП, Без фізичних виходів для дислпея                                               |
| FirePro S9170 (Grenada XT GL)              | 8 липня 2015      | GCN 2       | 28        | PCIe 3.0 x16      | 930           | 1375          | 2816:176:64:44    | 59.52                | 163.68               | 32          | 320                        | GDDR5   | 512               | 5240     | 2620 (1/2 SP)   | 11.2 12.0         | 4.5+              | 2.0+              | 1.0               | <275     | ECC ОЩП, Повна пропускна здатність подвійної точності, без фізичних виходів для дислпея |
| FirePro S9300 x2 (2× Capsaicin XT)         | 31 березня 2016   | GCN 3       | 28        | PCIe 3.0 x16      | 850           | 2x 500        | 2× 4096:256:64:64 | 54.4                 | 217.6                | 2× 4        | 2× 512                     | HBM     | 4096              | 13900    | 868 (1/16 SP)   | 11.2 12.0         | 4.5+              | 2.0+              | 1.1               | 300      | Не-ECC ОЗП, напівточність, підтримка (FP16), без фізичних виходів для дислпея           |
| FirePro S10000 (2× Zaphod (Tahiti Pro GL)) | 12 листопада 2012 | GCN 1       | 28        | PCIe 3.0 x16      | 825           | 1250          | 2× 1792:112:32:28 | 52.8                 | 184.8                | 2× 3        | 2× 240                     | GDDR5   | 384               | 5913.6   | 1478.4 (1/4 SP) | 11.1 12.0         | 4.5+              | 1.2+              | 1.0               | <375     | ECC ОЗП, 4x DP, 1x DVI-I                                                                |
| FirePro S10000 пасивний (2× Tahiti PRO GL) | 12 листопада 2012 | GCN 1       | 28        | PCIe 3.0 x16      | 825           | 1250          | 2× 1792:112:32:28 | 52.8                 | 184.8                | 2× 3        | 2× 240                     | GDDR5   | 384               | 5913.6   | 1478.4 (1/4 SP) | 11.1 12.0         | 4.5+              | 1.2+              | 1.0               | <375     | ECC ОЗП, 1x Міні DP, 1x DVI-I                                                           |

1 Уніфіковані шейдери : Текстурні блоки : Блоки растеризації : Обчислювальні одиниці

2 Ефективна швидкість передачі даних GDDR5 вчетверо перевищує номінальну частоту, а не вдвічі, як це було з іншою пам'яттю DDR

3 OpenGL 4.4: Підтримується драйвером AMD FirePro версії 14.301.000 або пізнішої, у примітках до специфікацій

#### Radeon Sky
| Модель (кодове ім'я)           | Дата виходу  | Техпроцес | Шина вводу/виводу | Частота (МГц) | Частота (МГц) | Конфігурація1     | Швидкість заповнення | Швидкість заповнення | Пам'ять    | Пам'ять                    | Пам'ять  | Пам'ять           | GFLOPS   | GFLOPS   | Відповідність API | Відповідність API | Відповідність API | Відповідність API | TDP (Вт) | Нотатки                     |
| Модель (кодове ім'я)           | Дата виходу  | Техпроцес | Шина вводу/виводу | Ядра          | Пам'яті       | Конфігурація1     | ГП/с                 | ГТ/с                 | Об'єм (МБ) | Пропускна здатність (Гб/с) | Тип шини | Ширина шини (біт) | Одинарна | Подвійна | Direct3D          | OpenGL            | OpenCL            | Vulkan            | TDP (Вт) | Нотатки                     |
| ------------------------------ | ------------ | --------- | ----------------- | ------------- | ------------- | ----------------- | -------------------- | -------------------- | ---------- | -------------------------- | -------- | ----------------- | -------- | -------- | ----------------- | ----------------- | ----------------- | ----------------- | -------- | --------------------------- |
| Radeon Sky 500 (Pitcairn XT)   | Квітень 2013 | 28        | PCIe 3.0 x16      | 950           | 1200          | 1280:80:32:20     | 30.4                 | 76                   | 4          | 153.6                      | GDDR5    | 256               | 2432     | 152      | 12.0              | 4.5+              | 1.2+              | 1.0 з драйвером   | 150      | 1 DisplayPort               |
| Radeon Sky 700 (Tahiti PRO)    | Квітень 2013 | 28        | PCIe 3.0 x16      | 900           | 1375          | 1792:112:32:28    | 28.8                 | 100.8                | 6          | 264                        | GDDR5    | 384               | 3225.6   | 806.4    | 12.0              | 4.5+              | 1.2+              | 1.0 з драйвером   | 225      | 1 DisplayPort               |
| Radeon Sky 900 (2× Tahiti PRO) | Квітень 2013 | 28        | PCIe 3.0 x16      | 825 950       | 1250          | 2× 1792:112:32:28 | 52.8                 | 184.8                | 2× 3       | 2× 240                     | GDDR5    | 2x 384            | 5913.6   | 1478.4   | 12.0              | 4.5+              | 1.2+              | 1.0 з драйвером   | 300      | 4 міні DisplayPort, 1 DVI-I |

1 Уніфіковані шейдери : Текстурні блоки : Блоки растеризації : Обчислювальні одиниці

2 Ефективна швидкість передачі даних GDDR5 вчетверо перевищує номінальну частоту, а не вдвічі, як це було з іншою пам'яттю DDR